# 山姆 (醜狗)
山姆（英語：Sam，1990年11月7日－2005年11月18日）為一隻盲目、無毛和無齒的純種中國冠毛犬，曾在美國北加利福尼亞州舉辦的索諾馬-馬林博覽會（Sonoma-Marin Fair）當中獲得連三屆（2003年－2005年）世界最醜狗大賽的冠軍。由於牠的醜陋外貌，因而名揚國際，甚至連牠過世的消息也登上各大新聞網站的頭條。
山姆的主人蘇珊·洛克希德（Susie Lockheed）在1999年時收留了牠，並共同住在加利福尼亚州圣巴巴拉。

## 媒體
2005年，山姆在克里斯·安吉尔主持的2005年「街頭魔術」萬聖節特別節目（2005 Mindfreak Halloween Special）中飾演穿著萬聖節服裝的安吉爾的貓。山姆也曾在日本的電視台、紐西蘭的電台、英格蘭的每日電訊報，甚至在唐納·川普面前亮相過。由於山姆患有心臟併發症，因此在2005年11月18日，也就是山姆在15歲生日過後不久執行安樂死。

## 外部連結
- Official site - Sam & Susie's Blog （页面存档备份，存于）
- www.uglyanimals.org - A collection of "ugly" animals